# The Final Move
The Final Move is het tweede album van de Nederlandse rockgroep Avalon. Het album verscheen op 23 juni 2006. Uitgebracht door DAWA Records onder DW-CD 007.

## Tracklist
| 1  | The Courts Of Chaos            | 1:44  |
| 2  | Dancer in the Eye of the Storm | 2:56  |
| 3  | Hard Loving Man                | 6:38  |
| 4  | Arabesque                      | 1:56  |
| 5  | Perfect Illusions              | 3:54  |
| 6  | Necronomicon                   | 1:54  |
| 7  | Break Away                     | 5:49  |
| 8  | Day by Day                     | 5:26  |
| 9  | Prophets in Disguise           | 3:14  |
| 10 | The Ancient (part I)           | 3:42  |
| 11 | Can't take my Eyes from You    | 3:41  |
| 12 | It Ain't Easy                  | 5:11  |
| 13 | Goliaths Hide                  | '7:00 |

| 1  | Cool Runner                                          | 4:07 |
| 2  | Corwins Defeat                                       | 3:17 |
| 3  | Just call me Conrad                                  | 5:05 |
| 4  | Real Time Hero                                       | 4:16 |
| 5  | Search for the Paragon (Ancient II)                  | 6:31 |
| 6  | Give Up (Live)                                       | 3:42 |
| 7  | Anytime (Live)                                       | 4:21 |
| 8  | Cold Fire (Live)                                     | 4:19 |
| 9  | Fox on the Run                                       | 3:32 |
| 10 | Dancer in the Eye of the storm (alternative version) | 3:23 |
| 11 | Arabesque(demo)                                      | 1:52 |
| 12 | Perfect Illusions(demo)                              | 3:54 |
| 13 | Angle of Eternity (demo)                             | 5:40 |
| 14 | Morgana La Fay (bonus)                               | 4:35 |